# Pavilion
Pavilion é uma canção de rock instrumental do guitarrista virtuoso estadunidense Eric Johnson. Ela foi lançada como single de divulgação do álbum Venus Isle, de 1996, sendo a única música do álbum a aparecer nas paradas musicais.

## Faixas do Single
1. Pavilion (Edit)
2. Pavilion (Album Version)

## Desempenho nas Paradas Musicais
| Ano  | Música   | Álbum      | Ranking                | Posição | Ref.  |
| ---- | -------- | ---------- | ---------------------- | ------- | ----- |
| 1996 | Pavilion | Venus Isle | Mainstream Rock Tracks | #33     | [ 2 ] |

## Prêmios e Indicações
| Ano  | Música   | Álbum      | Prêmio        | Indicação                                            | Resultado | Observação | Ref.  |
| ---- | -------- | ---------- | ------------- | ---------------------------------------------------- | --------- | ---------- | ----- |
| 1997 | Pavilion | Venus Isle | Grammy Awards | Grammy Award para Best Rock Instrumental Performance | Indicado  |            | [ 3 ] |